# 광주전통문화관
광주전통문화관(Gwangju Cultural Foundation Traditional Culture Center)은 광주광역시 동구 운림동에 있는 문화관이다. 2012년 2월 9일에 개관하였다. 광주를 대표하는 무등산자락에 위치한 광주전통문화관은 자연과 도시, 현대와 전통이 어우러진 한옥 건물이다. 병풍처럼 펼쳐진 웅장한 무등산과 전통문화관 옆으로 흐르는 계곡은 바쁜 도시인에게 여유와 안식을 전한다. 무형문화재의 전승과 보존,전통문화 계승 발전을 목표로 2012년 문을 연 전통문화관은 이곳을 찾는 이들에게 마루에 앉아 무등산과 하늘을 담담히 바라볼 수 있는 시간을 덤으로 선사하는 곳이다.

## 특이사항
- 구미주지역 MICE 전문매체 언론인 아시아 건축교류심포지엄, 광주전남공동혁신도시 입주기관을 개최하였다.

## 주요 기록
2012년 2월 9일에 처음으로 개관.
| 구분 | 시설명   | 시설수 | 규모(m2) | 예상인원 | 비고 |
| ---- | -------- | ------ | -------- | -------- | ---- |
| 야외 | 너덜마당 | 1      | 510      | 300      |      |
| 실내 | 서석당   | 1      | 352.8    | 100-150  |      |
| 실내 | 입석당   | 1      | 93       | 50-60    |      |
| 실내 | 새인당   | 1      | 47.2     | 10-15    |      |